# Karmiotissa FC
Karmiotissa Polemidion FC (griechisch: Καρμιώτισσα Πολεμιδιών, Karmiotissa Polemidion) ist ein zyprischer Fußballverein mit Sitz in Pano Polemidia, Limassol. Ab 2016 spielte der Verein eine Saison lang in der obersten Liga, wo er zum ersten Mal in seiner Geschichte spielte, stieg aber ab. Im Jahr 2022 kehrte der Verein nach 2020 zum zweiten Mal in die höchste Spielklasse zurück. Die Vereinsfarben sind Rot und Weiß. Das originale Heimstadion der Fußballmannschaft ist das Gemeinschaftsstadion von Pano Polemidia.

## Geschichte
Der Verein wurde 1979 gegründet. 2013 spielte die Mannschaft erstmals in der Second Division. 2016, 2020 und 2022 gelang jeweils der Aufstieg in die First Division. Im Jahr 2022 erwarb der russische Geschäftsmann Dmitry Punin den Klub. Er lebt in der Gegend von Limassol und ist im Wein- und Immobiliengeschäft tätig, früher auch im Glücksspiel. Im Februar 2023 wurde der langjährige Torschützenkönig der russischen Nationalmannschaft Aleksandr Kerzhakov als neuer Cheftrainer von Karmiotissa verpflichtet. Das ursprüngliche Heimstadion der Fußballmannschaft ist das Community Stadium von Pano Polemidia. In der Saison 2022/23 spielte die Mannschaft meist im Stelios-Kyriakides-Stadion in Paphos.